# Nottingham
Nottingham is een unitary authority met de officiële titel van city, de provinciezetel van Nottinghamshire in Centraal-Engeland en een district, gelegen aan de rivier de Trent. De stad telt twee universiteiten, de Nottingham Trent University (een voormalig college, c.q. hogeschool) en de University of Nottingham. Nottingham is de thuisstad van de voetbalclubs Nottingham Forest en Notts County, de oudste voetbalclub ter wereld. Sinds 15 december 2011 is Nottingham een UNESCO Literatuurstad. Het inwonersaantal werd in 2018 geschat op 331.000. Het hele stedelijke gebied telt meer dan 600.000 inwoners.

## Robin Hood
Nottingham is vooral bekend door de legende van Robin Hood die in en rond de stad zou hebben geleefd. Het huidige, 17e-eeuwse Nottingham Castle is gebouwd op de overblijfselen van een ouder kasteel dat een rol speelde in de legenden rondom Robin Hood. Het kasteel is te bezoeken en er vinden regelmatig exposities plaats.

## Bezienswaardigheden
- Old Market Square met het Council House
- Lace Market met het National Justice Museum
- Het Kasteel van Nottingham uit 1067
- De eeuwenoude pubs Ye Olde Trip To Jerusalem, The Bell Inn en Ye Olde Salutation Inn
- Het renaissancelusthuis Wollaton Hall
- De onderaardse galerijen, ontstaan door steenwinning

## The Park
Een interessante locatie in Nottingham is The Park, een upper middle-class woonwijk gelegen in een dal ten zuiden van het centrum van de stad. Het betreft een gebied van 150 hectare dat ooit deel uitmaakte van het hertenpark van Nottingham Castle. Het gebied is privé-eigendom van The Nottingham Park Estate, een coöperatie van bewoners van het gebied. The Park is sinds 1820 ontwikkeld, en bevat veel typisch victoriaanse gebouwen. De straten worden verlicht met ouderwetse gaslampen; het is het grootste gebied in de wereld dat nog op dergelijke wijze wordt verlicht.

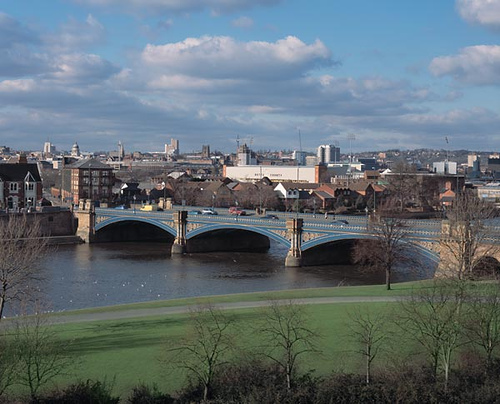
Nottingham en de rivier de Trent
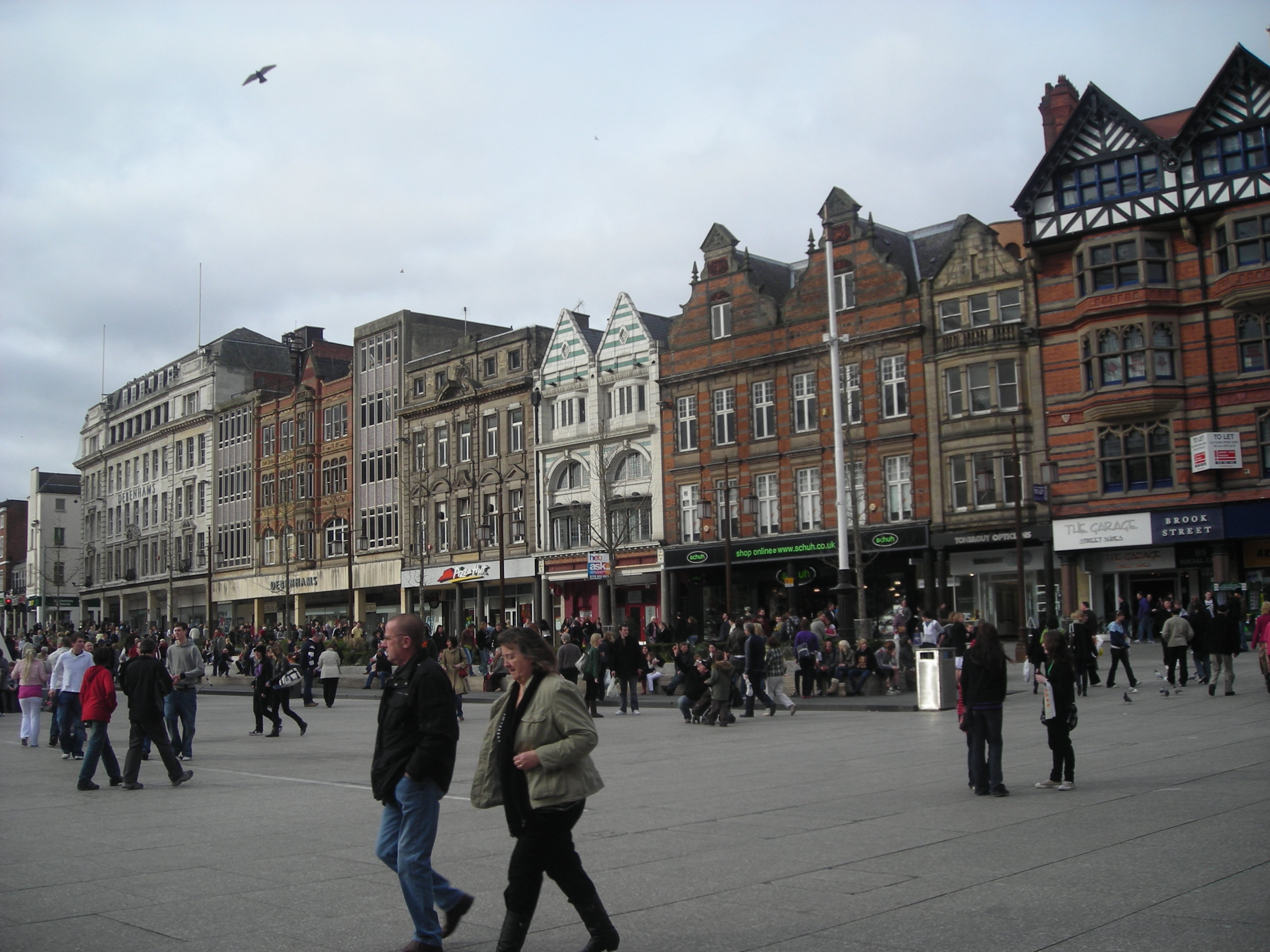
Old Market Square

## Sport
Nottingham is de thuisstad van de voetbalclubs Nottingham Forest FC en Notts County FC. Nottingham Forest FC is de enige voetbalclub van Europa die vaker de Europacup 1 (2x) won dan landskampioen (1x) werd. Het won deze prijzen in 1979 en 1980 (alleen Europacup 1). Nottingham Forest FC speelt haar wedstrijden op City Ground. Dit stadion werd gebruikt voor wedstrijden toen Nottingham speelstad was voor het EK voetbal van 1996.
Notts County FC is de oudste professionele voetbalclub ter wereld. In haar beginjaren behaalde het haar grootste successen, zoals met de winst van de FA Cup van 1894. Notts County FC speelt haar wedstrijden op Meadow Lane.

## Zustersteden
- Gent (België)
- Harare (Zimbabwe)

## Geboren in Nottingham
- George Green (1793-1841), wis- en natuurkundige
- William Booth (1829-1912), stichter Leger des Heils (The Salvation Army)
- Edwin Henry Barton (1858-1925), natuurkundige
- Alan Sillitoe (1928-2010), dichter en schrijver (Angry Young Men)
- Christopher Hogwood (1941-2014), klavecinist en dirigent
- Nicholas de Lange (1944), rabbijn en historicus
- Alvin Lee (1944-2013), gitarist (Ten Years After)
- Elton Dean (1945-2006), jazzmusicus (saxofoon, piano) (Soft Machine)
- Simon House (1948-2025), toetsenist en violist
- Ian Paice (1948), drummer (Deep Purple)
- Cherie Lunghi (1952), actrice
- Viv Anderson (1956), voetballer
- Robert Harris (1957), schrijver
- Jayne Torvill (1957), kunstschaatsster
- Christopher Dean (1958), kunstschaatser
- Andrew Fletcher (1961-2022), bassist en toetsenist (Depeche Mode)
- Nigel Pearson (1963), voetbaltrainer
- Lennie James (1965), acteur, filmproducent, scenarioschrijver en toneelschrijver
- Stuart A. Staples (1965), zanger en gitarist (Tindersticks)
- Andy Cole (1971), voetballer
- Jamie Baulch (1973), sprinter
- Chris Sutton (1973), voetballer
- Darren Huckerby (1976), voetballer
- Samantha Morton (1977), actrice
- Andy Turner (1980), hordeloper
- Sophia Di Martino (1983), actrice
- Jermaine Jenas (1983), voetballer
- Vicky McClure (1983), actrice en model
- Jermaine Pennant (1983), voetballer
- Wes Morgan (1984), voetballer
- Philip Brojaka (1985), langebaanschaatser
- Adam Dixon (1986), hockeyer
- Tom Huddlestone (1986), voetballer
- Gemma Cooper (1987), schaatser
- Mary Earps (1993), voetbalster
- Jake Bugg (1994), zanger
- Rebecca Downie (1995), turnster
- Kiernan Dewsbury-Hall (1998), voetballer
- Matilde Lundorf Skovsen (1999), voetbalster
- Brennan Johnson (2001), voetballer
- Bella Ramsey (2003), actrice
- Joshua Giddings (2003), wielrenner